# Asturhockey Club Patín
L'Asturhockey Club Patín ou Asturhockey CP est un club de rink hockey de la ville de Grado en Espagne. Créée à la suite de la relégation du CP Areces en 2015, l'équipe masculine évolue en Ok Liga Bronce et l'équipe féminine évolue au plus haut-niveau en 2019. 

## Histoire
Le club est fondé en 2015, à la suite des problèmes survenus au Club Patín Areces. Avec la relégation de l'équipe historique de Grado, une partie des joueurs et des supporters demandent la démission du président et un renouvellement du conseil d'administration. Face au refus de ses revendications, une scission est tout de même opérer. Celle-ci souhaitant un nouveau projet pour la ville, va bénéficier d’un soutien important.
Au cours de la première saison, le club rivalise avec les équipes des plus basses catégories et avec une équipe masculine d'un niveau relevé, le club est proclamé champion de la ligue régionale et accède à la première division. L'année suivante, il participe à la Coupe d'Espagne (compétition regroupant les quatre premières divisions de Première division nationale à la fin du premier tour de la ligue) et finit par atteindre l'accension en OK Liga, le plus haut niveau national, après avoir terminé la saison en seconde position. En 2018, l'équipe junior s'est qualifiée pour la première fois en phase finale de certains championnats espagnols, disputés à Grado, alors que l'équipe première ne parvient pas à rester en OK Liga. Le club retourne en première division (nommée depuis cette 2018, OK Liga Plata). Finalement, le club ne peut pas participer à des compétitions pour des raisons économiques, l'équipe descend alors directement dans une division encore plus inférieur, en ligue autonome. 
L'équipe féminine est promue en OK Liga en 2019.

### Source de la traduction
- (es) Cet article est partiellement ou en totalité issu de l’article de Wikipédia en espagnol intitulé « Asturhockey Club Patín » (voir la liste des auteurs).